# Numeri

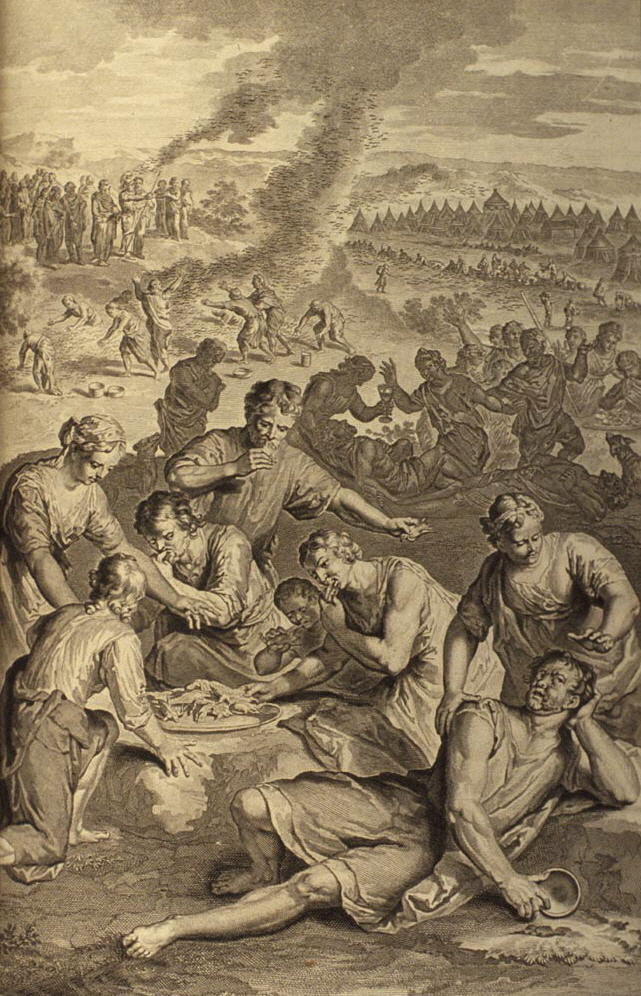
Boží trest po snědení křepelek seslaných Hospodinem věčně nespokojenému lidu. Reptání, trest a odpuštění je častým tématem knihy Numeri.

Numeri, hebrejsky בַּמִּדְבָּר‎ Ba-midbar nebo בְּמִדְבָּר‎ Be-midbar („Na poušti“) (někdy též nazývána 4. kniha Mojžíšova) je čtvrtou knihou Starého zákona. Řadí se do Tóry čili do Pentateuchu. Hebrejský název במדבר‎ vychází ze slov, kterými začíná: „Hospodin promluvil k Mojžíšovi na poušti Sinaj.“ Název Numeri (latinsky „čísla“) pochází z řeckého názvu knihy v Septuagintě Ἀριθμοί (arithmoi, čísla), protože tento spis uvádí rozličné výpisy počtu lidí na Sinajské poušti (kap. 1-4) a na planině Moábské (kap. 26).

## Obsah knihy
Kniha Numeri představuje soubor příběhů, právních ustanovení a kronikářských záznamů. Dějově navazuje na události popsané v knize Exodus, právní kodexy též na Leviticus. Kvůli přerušování vyprávění rozsáhlými a čtenářsky málo atraktivními pasážemi je kniha málo ceněna pro svou literární hodnotu; jednotlivé příběhy jsou však svou hloubkou přinejmenším srovnatelné s populárními příběhy z knih Genesis a Exodus. Motivy jednání jejich aktérů často nejsou příliš zřetelné, což ale na druhou stranu dává značný prostor pro exegetické, homiletické nebo i umělecké zpracování příběhu.
Knihu lze dělit na tři části podle místa děje:
1. sčítání lidu na Sinaji a přípravy na další pochod [Nu 1, 1 – 10, 10 (Kral, ČEP)],
2. vyprávění o cestě ze Sinaje do Moábu, vyslání zvědů a jejich zpráva, osmero brblání lidu a potíže během cesty [Nu 10, 11 – 21, 20 (Kral, ČEP)],
3. přechod Moábské planiny před překročením řeky Jordánu [Nu 21, 21 – 36, 13 (Kral, ČEP)].

Jinak lze knihu rozdělit podle jednotlivých generací, přičemž oporou tohoto způsobu je dvojí sčítání lidu (v 1. a 26. kapitole):
1. první generace Božího lidu po vyjití z Egypta:
  - příprava a počátek pochodu pouští (kap. 1–10)
  - vzpoura první generace: střídání vzpoury, trestu a smíření (kap. 11–25)
2. druhá generace Božího lidu (kap. 26–36)

Kniha je pramenem cenných historických informací o vybavení jeruzalémského Chrámu, stejně tak jako některých zvyklostí Izraelitů na poušti.

### Významné příběhy knihy Numeri
- Reptání lidu kvůli masu, jeho nakrmení křepelkami a boží trest,
- Mirjam a Árón kritizují Mojžíše, Mirjam je potrestána,
- vyslání zvědů a jejich selhání,
- Korachova vzpoura,
- reptání lidu kvůli vodě, Mojžíšovo vyvedení vody ze skály,
- reptání lidu a boží trest hady, zhotovení měděného hada,
- příběh Bileáma,
- modloslužba Belfegoru, boží trest a Pinchasův zásah

## Kritický přístup
Podle teorie dokumentů představuje kniha Numeri syntézu kněžského kodexu (P) a již dříve sloučených textů Elohisty a Jehovisty (JE). Struktura knihy, jakož i všechny právní texty a kronikářské záznamy a většina příběhů, pocházejí z P. Za Elohistův příspěvek se považuje Bileámův příběh a příběhy prezentující Mojžíše (Mirjamina a Áronova kritika, zhotovení měděného hada). Z Jehovistova díla byl převzat příběh o hříchu zvědů, o vzpouře Datana a Avirama a o modlolužbě Belfegoru; všechny tyto texty jsou však zkombinovány s korespondujícími verzemi příběhů podle P. Jehovista je dle kritiků rovněž autorem popisu vyjednávání válek Izraele s okolními národy (kromě Midjanitů).

## Teologie knihy
Teologicky představuje v knize Izrael ideální komunitu, kterou stmelují jasně definované náboženské a sociální struktury. V souladu s přístupem kněžského pramenu kniha zdůrazňuje teokratické principy – Boží zásahy do života společenství, kterou Boží přítomnost provází, hierarchické uspořádání, v jehož čele jsou kněží, členové Árónova domu. Lid spojuje touha žít podle Hospodinových příkazů, a Izrael je tak připravován na vítězné tažení do země, kterou mu Hospodin přislíbil. Izrael jako komunita je prezentován, v následnosti na Leviticus, jako kultovní společenství seskupené kolem Božího stánku, který zde zastupuje chrám. Tím kniha Numeri legitimuje pozdější poexilní politicko-náboženskou situaci v Judsku, kde se Izrael stal teokratickou (či hierokratickou) společností. Vůdci lidu jsou zde kněží vedení Mojžíšem a Árónem, kteří jsou výhradními prostředníky mezi Bohem a národem.
Po cestě se lid musí vypořádat s nepřátelstvím okolních národů (Edóm, Moáb, Amorejci) a s pouští samotnou (hlad a žízeň) – obojí se stává pro Izrael pokušením vrátit se zpět do Egypta. Tato neustálá pochybnost Izraele je příčinou, že odmítne vstoupit do zaslíbené země, když už stojí na jejích hranicích, a dovede k pochybnosti ve víře i Mojžíše, který je proto potrestán tím, že mu nebude dovoleno vstoupit do zaslíbené země.
Tento kněžský vliv je patrný především ve výpravných sekcích, které často oscilují mezi výpravnou a zákonnou formou a snaží se vymezit, upravit a dodatečně interpretovat některé zákony, vyhlášené dříve na jiných místech Pentateuchu. Jedná se například o dědictví dcer, sbírání dříví v sobotu apod. Velkou část kapitol 15–19, považovaných snad za nejmladší část Pentateuchu vůbec[zdroj⁠?!], zabírá také polemika o náležité a právoplatné vedení lidu a prostřednictví mezi ním a Bohem. Postupně je některými rebely zpochybňováno vedení Mojžíšovo a velekněžství Áronovo. Bůh se ve při staví na stranu Mojžíše a Árona a dokazuje, že právě tyto si vyvolil. Tyto polemiky odráží a výpravnou formou řeší spory a pře o vedení židovské komunity po návratu z exilu a vybudování druhého chrámu (515 př. n. l.).[zdroj⁠?!]
Věrnost lidu Hospodinu je odpovědí na absolutní věrnost Hospodina vůči lidu – Bůh se v knize ukazuje jako trestající, ale zároveň nanejvýš milosrdně odpouštějící, jako Bůh, který svůj lid bezpečně vede pouští, dává mu vyhrávat jeho bitvy, živí ho, který je přítomný uprostřed něj, ale který současně vyžaduje od lidu svatost – úplnou důvěru a oddanost ze strany lidu.

## Ohlasy na knihu
Ohlasy knihy Numeri nalezneme v historických reminiscencích v žalmech (např. žalm 106) a v pozdních mudroslovných knihách – Sírachovci a knize Moudrosti.